# Tamariskfamilie
De tamariskfamilie (Tamaricaceae) is een familie van tweezaadlobbige houtige planten met kleine blaadjes en bloemen, en met diepgravende wortels. De planten gedijen goed in aride en zoute omstandigheden van woestijn, steppe en zeekusten. De familie komt voor in Eurazië en Afrika, met name in het Middellandse Zeegebied tot aan Centraal-Azië.
De familie telt 90 soorten in 5 geslachten. In Nederland komt het geslacht tamarisk (Tamarix) voor met de Franse tamarisk (Tamarix gallica) als sierboom en aangeplant als zandbinder.
De overige geslachten zijn:
- Hololachna
- Myricaria
- Myrtama
- Reaumuria

In het Cronquist-systeem (1981) werd de familie geplaatst in de orde Violales.